# Raimon Bistortz d'Arle
Raimon Bistortz d'Arle (fl. primer terç del segle xiii) fou un trobador occità originari d'Arle. Se'n conserven cinc composicions.

## Vida
No es tenen gaires notícies d'aquest trobador originari d'Arle. En alguna de les seves cançons lloa Constança, filla d'Azzo VII d'Este (1205-1264) i de Joana de Puglia.

## Obra
- (416,1)[2] Aissi col fortz castels ben establitz (cançó)
- (416,2) Aissi com arditz entendenz (cançó)
- (416,3) Ar agues eu dompna uostras beutaz (cobla)
- (416,4) A vos, meillz de meill, qu'om ve (cançó)
- (416,5) Qui uol uezer bel cors e benestan (cançó)

### Repertoris
- Alfred Pillet / Henry Carstens, Bibliographie der Troubadours von Dr. Alfred Pillet […] ergänzt, weitergeführt und herausgegeben von Dr. Henry Carstens. Halle: Niemeyer, 1933 [Raimon Bistortz d'Arle és el número PC 146]